# Guerra bizantino-búlgara de 913-927
La Guerra bizantino-búlgara de 913-927 (en búlgaro: Българо-византийска война от 913-927) fue un conflicto entre el Imperio búlgaro y el Imperio bizantino durante más de una década. Aunque la guerra fue provocada por la decisión del emperador bizantino, Alejandro, por haber suspendido el tributo anual que se pagaba a Bulgaria, la iniciativa militar e ideológica estuvo en manos de Simeón I de Bulgaria que exigió ser reconocido como zar, un título equivalente al de emperador bizantino, y tuvo como objetivo conquistar Constantinopla y el Imperio bizantino.
En 917 el ejército búlgaro asestó una aplastante derrota sobre los bizantinos en la batalla de Aqueloo que resultó en la total supremacía militar búlgara en la península balcánica. Los bizantinos fueron derrotados nuevamente en Katasyrtai en 917 y en Pegai en 922. Los búlgaros capturaron la importante ciudad de Adrianópolis en Tracia y se apoderaron de la capital del Thema de la Hélade, Tebas, en el sur de Grecia. Después del desastre de Aqueloo la diplomacia bizantina incitó al Principado de Serbia para atacar a Bulgaria en su retaguardia hacia el oeste, pero la amenaza serbia fue contenida con facilidad. Sin embargo, en 924 los serbios lograron emboscar y derrotar a un pequeño ejército provocando una importante campaña de represalia que terminó con la anexión de Serbia a finales de ese mismo año.
Simeón era consciente de que necesitaba apoyo naval para conquistar Constantinopla y en 922 envió emisarios al califa fatimí Abdullah al-Mahdi Billah en Mahdía para negociar el concurso de la poderosa armada árabe. El califa acordó enviar a sus propios representantes de vuelta a Bulgaria para concertar una alianza. Sin embargo, los enviados fueron capturados en el camino por los bizantinos, cerca de la costa de Calabria. El emperador Romano I Lecapeno logró disolver la alianza búlgaro-árabe con generosos regalos. Para la fecha de su muerte, el 27 de mayo de 927, Simeón I controlaba casi todas las posesiones bizantinas en los Balcanes, pero no pudo apoderarse de Constantinopla.
En 927 ambos países estaban agotados por los enormes esfuerzos militares, que tuvieron alto precio para la población y la economía. El sucesor de Simeón, Pedro I, negoció un tratado de paz favorable. Los bizantinos acordaron reconocerlo como emperador de Bulgaria y de la Iglesia ortodoxa búlgara, con un Patriarcado independiente, así como pagar un tributo anual. La paz fue reforzada con un matrimonio entre Pedro I y la nieta de Romano I, Irene Lecapena. Este acuerdo marcó el comienzo de un período de cuarenta años de relaciones pacíficas entre las dos potencias, una época de estabilidad y prosperidad para Bulgaria y el Imperio bizantino.

## Preludio

### Antecedentes políticos
Poco después de su ascensión al trono en 893, Simeón I defendió con éxito los intereses comerciales de Bulgaria, adquiriendo territorios entre el Mar Negro y las montañas de Istranca, e impuso un tributo anual al Imperio bizantino, como resultado de la guerra búlgaro-bizantina de 894-896.  El resultado de la guerra confirmó la dominación búlgara en los Balcanes, pero Simeón era consciente de que necesitaba para consolidar su base política, cultural e ideológica con el fin de cumplir su objetivo final, asumir el trono de Constantinopla. Puso en marcha un ambicioso programa de construcción en la nueva capital de Bulgaria, Preslav, por lo que la ciudad pudo rivalizar con Constantinopla.  Simeón continuó la política de su padre, Boris I, para establecer y difundir la cultura búlgara, convirtiendo al país en el centro literario y espiritual de la Europa eslava. La escuela literaria de Preslav y la escuela literaria de Ohrid, fundadas por Boris I, alcanzaron su apogeo durante el reinado de su sucesor. Fue en este momento que el alfabeto cirílico fue inventado, probablemente por el académico búlgaro Clemente de Ohrid.

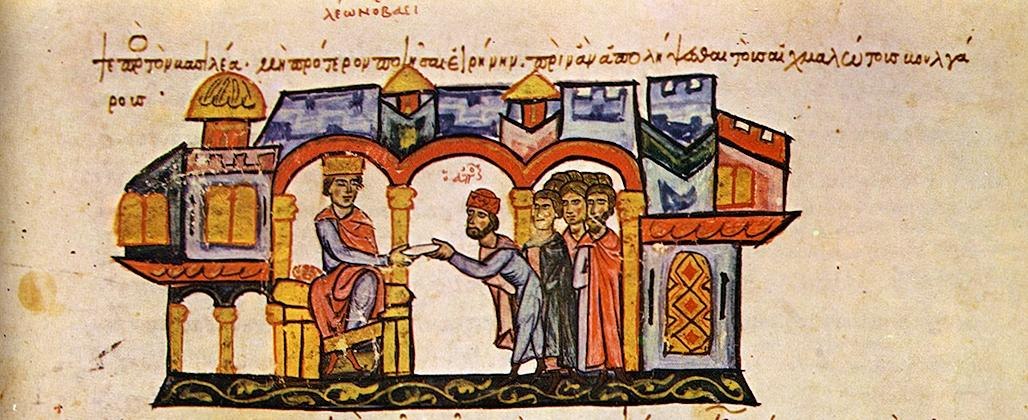
Una delegación búlgara y León VI, Madrid Skylitzes.

La devastación magiar de las regiones nororientales del país durante la guerra de 894-896 expuso la vulnerabilidad de las fronteras búlgaras a la intervención extranjera bajo la influencia de la diplomacia bizantina. Tan pronto como se había firmado la paz con Bizancio, Simeón trató de asegurar las posiciones búlgaras en los Balcanes occidentales. Después de la muerte del príncipe Mutimir, varios miembros de la dinastía gobernante disputaron el trono del Principado de Serbia.  En 892 Pedro Gojniković se estableció como príncipe. En 897 Simeón accedió a reconocer a Pedro y lo puso bajo su protección, lo que resultó en un período de veinte años de paz y estabilidad en el oeste. Sin embargo, Pedro no estaba satisfecho de su posición de subordinado y buscó maneras de lograr la independencia.
La situación interna del Imperio bizantino a principios del siglo X fue interpretado por Simeón como un signo de debilidad. Hubo un intento de asesinar al emperador León VI el Sabio en 903 y una rebelión por parte del general Andrónico Ducas en 905. La situación se deterioró aún más cuando el emperador entró en enemistad con el patriarca Nicolás I el Místico sobre su cuarto matrimonio con su amante Zoe Karbonopsina, y lo había depuesto.

### Crisis de 904

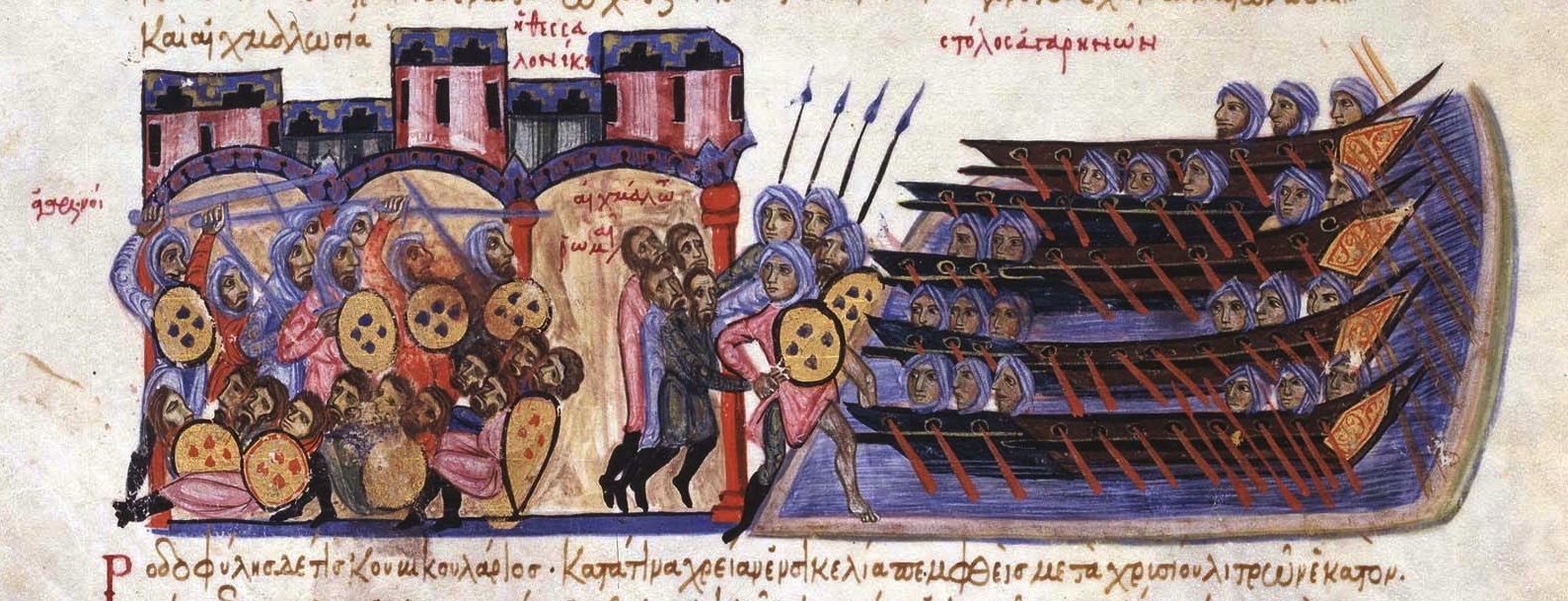
El Saqueo de Tesalónica por los árabes, Madrid Skylitzes.

A comienzos del siglo X los árabes completaron su conquista de Sicilia y en 902 comenzaron a atacar a los navíos bizantinos y pueblos en el Mar Egeo. En 904 saquearon la segunda ciudad del imperio, Tesalónica, tomando veintidós mil prisioneros y dejando la ciudad prácticamente vacía. Simeón tomó medidas para aprovechar esa oportunidad y el ejército búlgaro apareció en las cercanías de la ciudad desierta. Al asegurar asentarse en Tesalónica, los búlgaros habrían adquirido un importante puerto en el Mar Egeo y cimentado su dominio sobre los Balcanes occidentales, creando una amenaza permanente a Constantinopla.  Conscientes del peligro, los bizantinos enviaron al experimentado diplomático León Querosfactes para negociar una solución. El transcurso de las negociaciones se desconoce —en una carta que sobrevive al emperador León VI el Sabio Querosfactes se jactó de que había «convencido» a los búlgaros no tomar la ciudad, pero no mencionan más detalles—. Sin embargo, una inscripción encontrada cerca del pueblo de Narash testifica que desde 904 la frontera entre ambos países estaba a sólo 20 kilómetros al norte de Tesalónica. Como resultado de las negociaciones, Bulgaria aseguraba las conquistas adquiridas en Macedonia durante el reinado del kan Presian I (reino entre 836 y 852) y expandía su territorio más al sur, tomando posesión de la mayor parte de la región. La sección occidental de la frontera bizantino-búlgara bordeaba desde la montaña Falakro por la ciudad de Serres, que yacía en el lado bizantino, luego pasaba hacia el suroeste a Narash, cruzando el río Vardar en el actual pueblo de Axiohori, corría a través del monte Paiko, pasando el este de Édessa a través de las montañas Vermio y Askio, cruzando el río Haliacmón al sur de la ciudad de Kostur, que se encontraba en Bulgaria, pasaba a través de las montañas Grammos, luego seguía el río Aoos hasta su confluencia con el río Drino y finalmente pasaba hacia el oeste, alcanzando el Mar Adriático en la ciudad de Himarë.

## Comienzo de las hostilidades y coronación de Simeón I

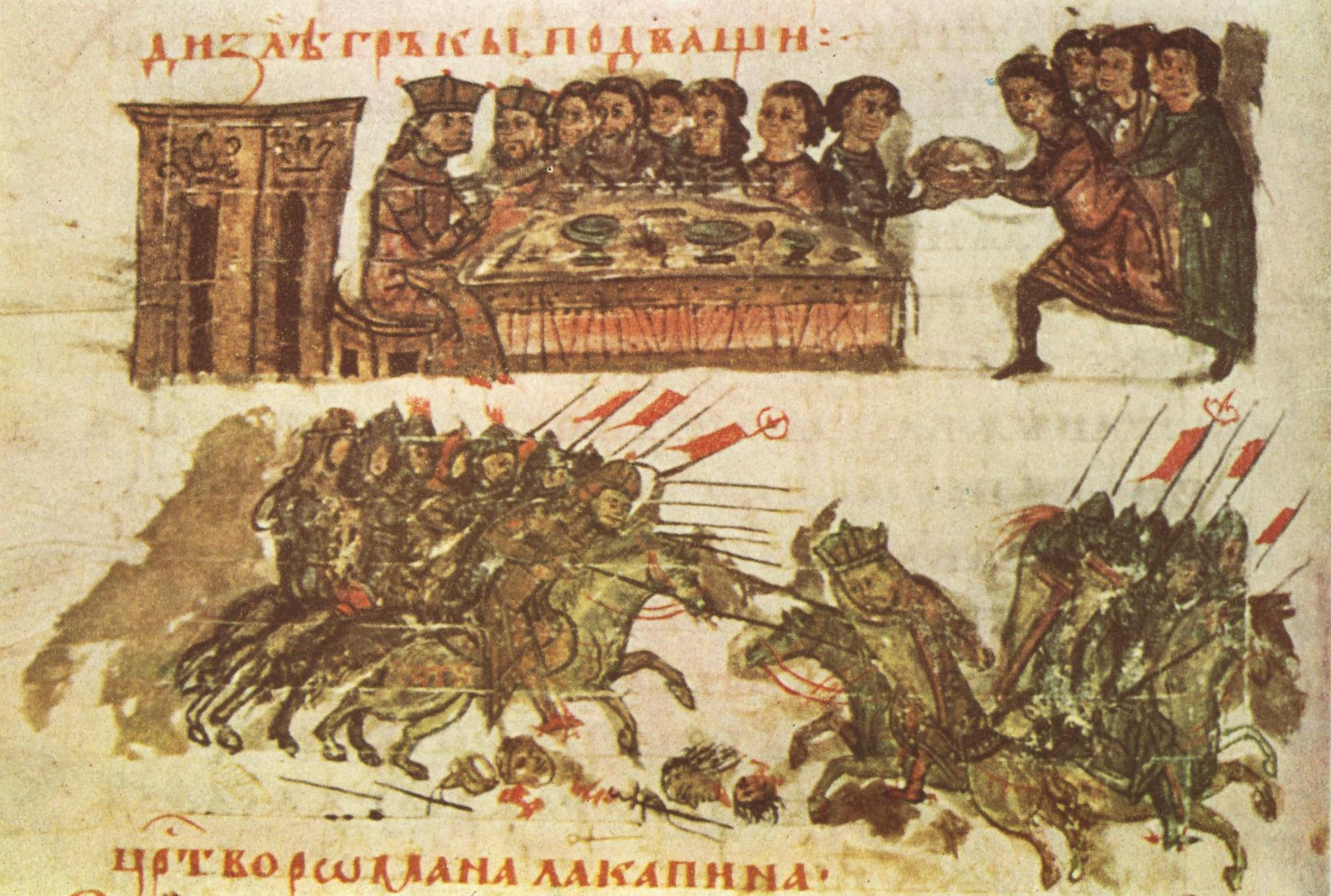
Arriba: Fiesta en Constantinopla en honor de Simeón I; Abajo: Un ataque búlgaro sobre los bizantinos, Crónica de Manasés.

En 912 León VI murió y fue sucedido por su hermano, Alejandro, que se dedicó a revertir muchas de las políticas de su hermano y reinstaló a Nicolás el Místico como patriarca.  Como el protocolo diplomático de la época prescribe, Simeón envió emisarios para confirmar la paz a finales de 912 o principios de 913. Según el cronista bizantino Teófanes Continuatus Simeón informó que «iba a honrar la paz si era tratado con amabilidad y respeto, como lo fue bajo el emperador León. Sin embargo, Alejandro, abrumado por locura e insensatez, ignominiosamente rechazó a los enviados, haciendo amenazas a Simeón y pensando que lo iba a intimidar. La paz fue rota y Simeón decidió alzar las armas contra los cristianos [los bizantinos]». El gobernante búlgaro, que buscaba un casus belli para reclamar el título imperial, aprovechó la oportunidad para hacer la guerra. A diferencia de sus predecesores, la última ambición de Simeón fue asumir el trono de Constantinopla como un emperador romano, creando un estado búlgaro-romano unido. El historiador John Fine argumenta que la política provocadora de Alejandro hizo poco para influir en la decisión de Simeón, ya que había planeado una invasión, teniendo en cuenta que en el trono bizantino se sentaba una persona impopular, sin experiencia y, posiblemente, alcohólico, cuyo sucesor, Constantino VII, era un niño enfermizo, y considerado por muchos como ilegítimo. Mientras Bulgaria se preparaba para la guerra, el 6 de junio de 913 Alejandro murió, dejando a Constantinopla en el caos con un emperador menor de edad bajo la regencia del patriarca Nicolás el Místico.

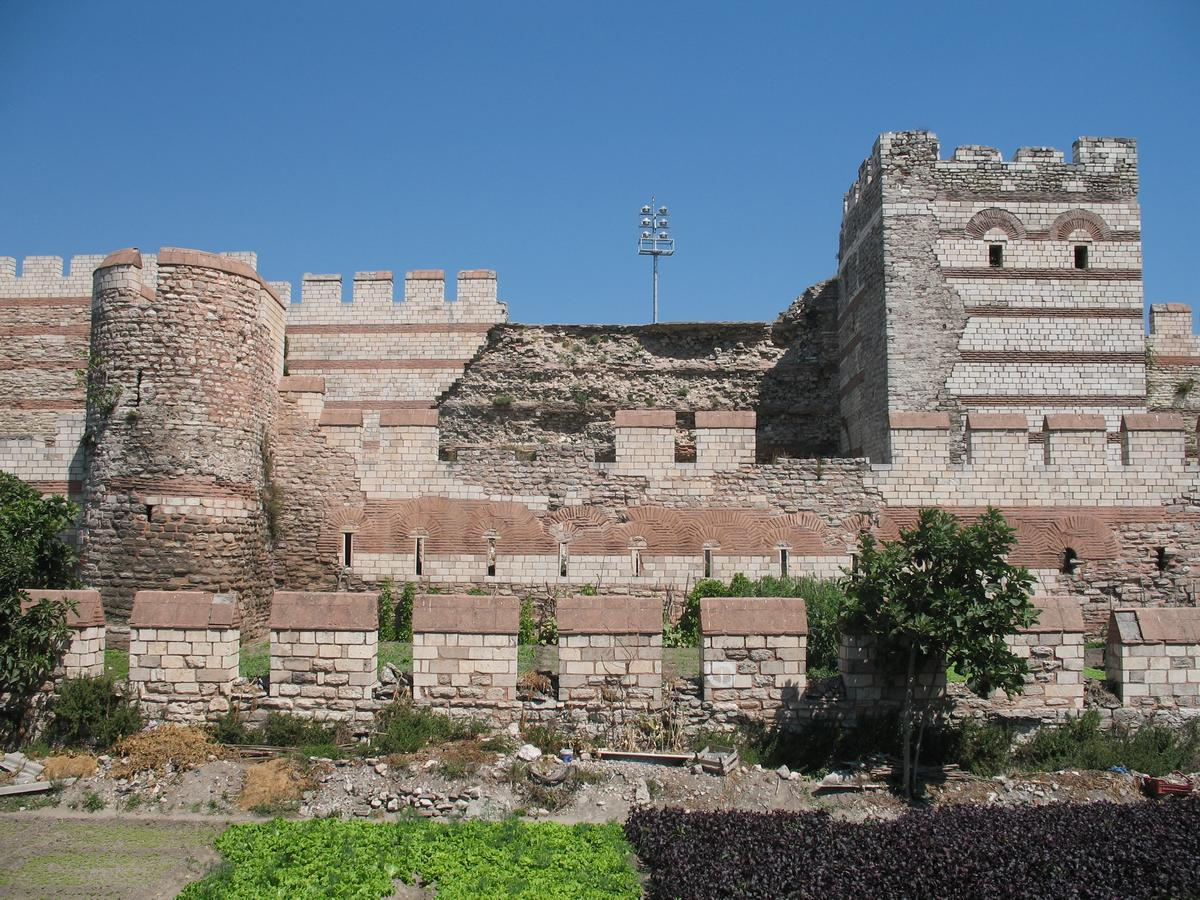
Las Murallas de Constantinopla.

Los primeros pasos de la regencia fueron para tratar de desviar el ataque de Simeón. Nicolás el Místico envió una carta en la que, aunque elogiaba la sabiduría de Simeón, lo acusaba de agredir a un «niño huérfano» (es decir, Constantino VII) que se había hecho nada para insultarlo, pero sus esfuerzos fueron en vano. A finales de julio de 913, el monarca búlgaro emprendió una campaña al frente de un gran ejército y en agosto llegó a Constantinopla sin oposición. El jefe de la cancillería bizantina, Teodoro Dafnopates, escribió acerca de la campaña quince años más tarde: «Hubo un terremoto, sentido incluso por aquellos que vivían más allá de las Columnas de Hércules». Los búlgaros sitiaron la ciudad y construyeron zanjas desde el Cuerno de Oro hasta la Puerta Dorada, en el mar de Mármara.  Dado que Simeón había estudiado en la Universidad de Constantinopla y era consciente de que la ciudad era inexpugnable a un asalto por tierra y sin apoyo marítimo, esas acciones fueron una demostración de poder, no un intento tomar la ciudad. Pronto abandonó el asedio y despachó a su kavján (primer ministro) Teodoro Sigritsa a ofrecer la paz a los sitiados. Simeón presentó dos exigencias: ser coronado emperador de los búlgaros y desposar a su hija con Constantino VII, lo que haría de él el suegro y tutor del emperador infante.
Después de las negociaciones entre Teodoro Sigritsa y la regencia, se organizó una fiesta en honor de los dos hijos de Simeón en el palacio de Blanquerna presidida personalmente por Constantino VII. El patriarca Nicolás el Místico fue al campamento búlgaro para encontrarse con su señor en medio de su séquito. Simeón se postró ante el patriarca que, en vez colocarle una corona imperial, le puso sobre la cabeza su propia corona patriarcal. Las crónicas bizantinas, que eran hostiles a Simeón, presentan la ceremonia como una farsa, pero los historiadores modernos, como John Fine, Mark Whittow y George Ostrogorsky, argumentan que Simeón tenía demasiada experiencia como para que lo engañasen y que fue en efecto coronado emperador de los búlgaros (zar en búlgaro).  Las fuentes indican que Nicolás el Místico también aceptó la segunda condición de Simeón, que debía facilitar su ascenso al trono como coemperador y, luego, emperador de los romanos. Después de haber logrado su objetivo, Simeón volvió a Preslav triunfante, después de que él y sus hijos fueran colmados de regalos. Para celebrar este logro, Simeón cambió sus sellos, en los que se acuñó la inscripción: «Simeón, emperador hacedor de paz».

## Batalla de Aqueloo
El acuerdo celebrado en agosto de 913 resultó ser efímero. Dos meses después, la madre de Constantino VII, Zoe Karbonopsina, regresó a Constantinopla de su exilio. En febrero de 914 derrocó la regencia de Nicolás en un golpe palaciego. Fue proclamada emperatriz a regañadientes por el Místico, que conservó su puesto como patriarca. Su primera orden fue revocar todas las concesiones dadas al monarca búlgaro por la regencia, provocando represalias militares. En el verano de 914 el ejército búlgaro invadió los themas de Tracia y Macedonia. Al mismo tiempo, las tropas búlgaras penetraron en las regiones de Dirraquio y Tesalónica al oeste. La ciudad más grande e importante de Tracia, Adrianópolis, fue sitiada y capturada en septiembre y la población local reconoció a Simeón como su gobernante. Sin embargo, los bizantinos recuperaron rápidamente la ciudad a cambio de un enorme rescate.
Para hacer frente a la amenaza búlgara para el bien, los bizantinos tomaron medidas para poner fin al conflicto con el califato abasí en el este y trataron de crear una amplia coalición antibúlgara. Dos emisarios fueron enviados a Bagdad y en junio de 917 ellos lograron conseguir la paz con califa al-Muqtadir.  El estratego de Dirraquio León Rabduco se encargó de negociar con el príncipe serbio Pedro Gojniković, que era un vasallo de Bulgaria, pero estaba dispuesto a renunciar a la soberanía búlgara. Sin embargo, la corte de Preslav fue advertida sobre de las negociaciones por el príncipe Miguel de Zahumlia, un aliado leal de Bulgaria, Simeón fue capaz de prevenir un inmediato ataque serbio. Los intentos bizantinos de acercarse a los magiares también fueron contrarrestados con éxito por la diplomacia búlgara. El general Juan Bogas fue enviado con ricos presentes a los pechenegos, que habitaban las estepas al noreste de Bulgaria. Los búlgaros ya habían establecido una fuerte relación con los pechenegos, incluso matrimonios, y la misión Bogas resultó ser algo difícil. Consiguió convencer a algunas tribus para enviar ayuda, pero finalmente la armada bizantina se negó a transportarlos al sur del río Danubio, probablemente como resultado de los celos que existía entre Bogas y el ambicioso almirante Romano Lecapeno.
Los bizantinos se vieron obligados a luchar solos, pero la paz con los árabes les permitió juntar todo su ejército, incluyendo las tropas estacionadas en Asia Menor, bajo el mando del Doméstico de las escolas León Focas el Viejo. Antes de marchar a la batalla, los soldados se inclinaron ante «la Vera Cruz y prometieron morir unos por otros». Con sus frontera occidental y septentrional aseguradas, Simeón también fue capaz de reunir un gran ejército. Las dos huestes se enfrentaron el 20 de agosto de 917, cerca del río Aqueloo, en las proximidades de Anquialo. Inicialmente los bizantinos se impusieron y los búlgaros comenzaron a retirarse ordenadamente, pero, cuando León Focas perdió su caballo, la confusión se extendió entre las tropas bizantinas que, según el cronista Juan Skylitzes, tenían la moral baja. Simeón, que contemplaba el campo de batalla desde las alturas cercanas, ordenó un contraataque y condujo personalmente a la caballería. Las filas bizantinas se desbarataron y, en palabras de Teófanes Continuatus, «se produjo un derramamiento de sangre que no había ocurrido desde hace siglos». Casi todo el ejército bizantino fue aniquilado y sólo unos pocos, entre ellos León Focas, consiguieron llegar al puerto de Mesembria y ponerse a salvo en barcos.
Una vez más, Nicolás el Místico fue convocado en un intento de detener el ataque búlgaro. En una carta a Simeón, el patriarca insistió en que el objetivo de la ofensiva bizantina no había sido destruir a Bulgaria, sino obligar a Simeón a retirar sus tropas de las regiones de Tesalónica y Dirraquio. Sin embargo, admitió que esto no bastaba como justificación de la invasión bizantina e instó a Simeón a que, como buen cristiano, perdonase a sus hermanos de fe.  Los esfuerzos de Nicolás el Místico fueron vanos y el ejército búlgaro penetró en territorio bizantino. León Focas reunió otro ejército, pero los bizantinos fueron rotundamente derrotados en la batalla de Katasyrtai, que se libró por la noche, a las afueras de Constantinopla.

## Campañas contra los serbios

Bulgaria durante el reinado de Simeón I.

Las victorias en 917 habían dejado el camino a Constantinopla expedito. Sin embargo, Simeón tuvo que lidiar con el príncipe serbio Pedro Gojniković, que había respondido positivamente a la propuesta bizantina de formar una coalición antibúlgara. Un ejército fue enviado bajo el mando de Teodoro Sigritsa y Marmais. Los dos persuadieron a Pedro Gojniković para que se reuniese con ellos, pero lo capturaron y enviaron a Preslav, donde murió en prisión.  Los búlgaros sustituyeron a Pedro por Pablo Branović, nieto del príncipe Mutimir, que había vivido mucho tiempo en Preslav. Esto hizo de Serbia un estado títere hasta 921.
En un intento de dominar Serbia, en 920 los bizantinos enviaron a Zacarías Pribislavljević, otro de los nietos de Mutimir, para que arrebatase el poder a Pablo. Zacarías fue apresado, ya fuese por los búlgaros cuando se dirigía a Serbia o por Pablo, quien en tal caso debió de entregarlo a Simeón. De cualquier modo, Zacarías terminó en Preslav. A pesar del revés, los bizantinos persistieron y finalmente sobornaron a Pablo, que cambió de bando después de haber recibido tanto oro como deseaba. En respuesta, en 921 Simeón envió un ejército búlgaro encabezado por Zacarías. La intervención búlgara fue un éxito: Pablo fue destronado fácilmente y nuevamente un candidato búlgaro se sentó en el trono de Serbia. Esto no duró mucho, ya que Zacarías se había criado en Constantinopla y  por ello estaba fuertemente influenciado por los bizantinos. Pronto declaró abiertamente su lealtad al Imperio bizantino y rompió las hostilidades contra Bulgaria. En 923 o 924 Simeón envió un pequeño ejército comandado por Teodoro Sigritsa y Marmais quienes, sin embargo, cayeron en una celada en la que perecieron. Zacarías expidió sus cabezas a Constantinopla.
Esta acción originó una importante campaña de represalia en 924. Los búlgaros enviaron un gran ejército búlgaro que acompañaba a un nuevo candidato al trono serbio, Časlav, que había nacido en Preslav de madre búlgara. Los búlgaros asolaron el país y obligaron a Zacarías a huir al Reino de Croacia. Esta vez, sin embargo, habían decidido cambiar el enfoque hacia los serbios: convocaron a todos los županes serbios para que rindiesen homenaje a Časlav, pero los prendieron y enviaron a Preslav.  Serbia fue anexada como una provincia búlgara; Bulgaria quedó así lindante con Croacia, que estaba en su apogeo y resultó ser un vecino peligroso. La anexión fue una medida necesaria, ya que los serbios habían demostrado ser aliados poco fiables y Simeón se había vuelto desconfiado ante el ambiente marcado por la guerra,los sobornos y las deserciones.

## Campañas contra los bizantinos (917-922)

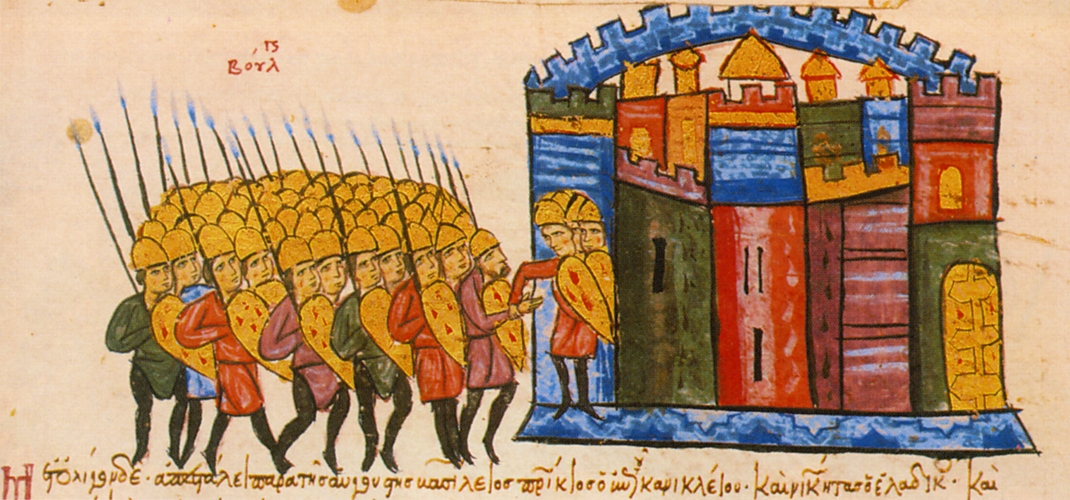
Los búlgaros capturan la importante ciudad de Adrianópolis, Madrid Skylitzes.

Con la amenaza serbia eliminada y el grueso del ejército bizantino destruido, en 918 Simeón personalmente lideró una campaña en el Thema de la Hélade y avanzó hacia el sur, llegando hasta Corinto. Los búlgaros tomaron muchos cautivos y obligaron a la población a pagar impuestos al Estado búlgaro, mientras que otros huyeron a la isla de Eubea y la península del Peloponeso a buscar refugio. La capital de la Hélade, Tebas, fue capturada y sus fortificaciones fueron destruidas. Un episodio notable de esta campaña fue descrita en un manual sobre guerra, el Strategikon, del escritor del siglo XI Cecaumeno. Después de sitiar infructuosamente una ciudad poblada de la Hélade, Simeón empleó un ardid de guerra mediante el envío de hombres a la ciudad para descubrir los puntos débiles en sus defensas. Descubrieron que las puertas se mantenían por encima del suelo sobre bisagras. Después de recibir su informe, Simeón envió dentro de cinco hombres con hachas que eliminaron a los guardias, rompieron las bisagras y abrieron las puertas al ejército búlgaro. Los búlgaros se movilizaron y tomaron la ciudad sin derramamiento de sangre.

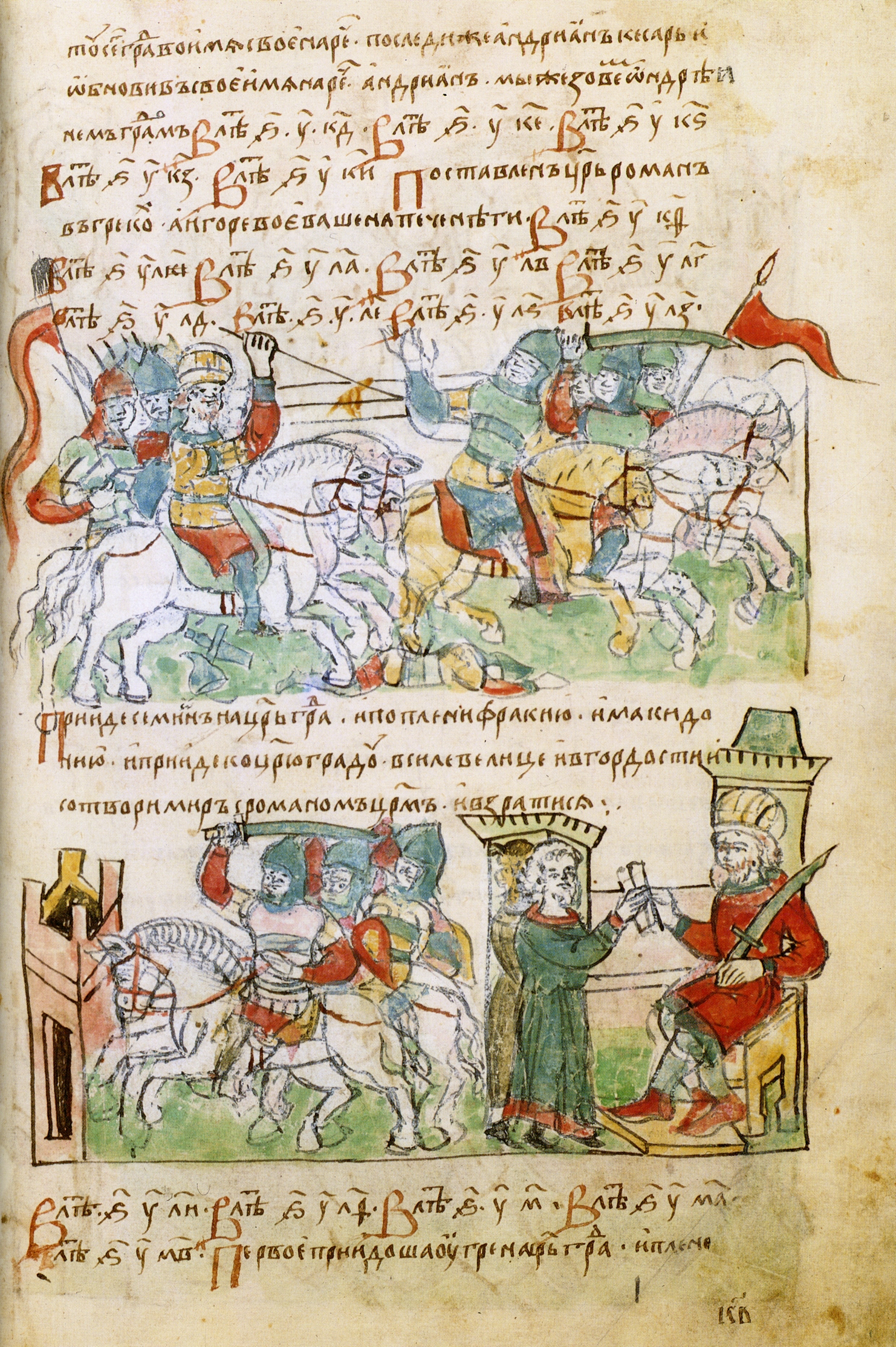
Arriba: Una batalla entre búlgaros y bizantinos en 914; Abajo: Negociaciones entre Simeón I y Romano I, Crónica de Radziwiłł.

Los reveses militares provocaron otro cambio en el gobierno bizantino. En la primavera de 919 el almirante Romano Lecapeno obligó a Zoe Karbonopsina a ir a un monasterio y rápidamente ascendió al poder. En abril de 919 su hija Elena Lecapena se casó con Constantino VII y Lecapeno asumió el título de basileopator; en septiembre fue nombrado César, y en diciembre de 919 Romano Lecapeno fue coronado emperador mayor. Este nuevo desarrollo enfureció a Simeón, que consideró a Romano un usurpador y se sintió insultado de que el hijo de un campesino armenio, había llegado a su posición prometida. El emperador búlgaro rechazó las ofertas de convertirse en pariente de Romano por medio de un matrimonio dinástico o de negociar por la paz hasta que Romano renunciara.
En el otoño de 920 el ejército búlgaro hizo campaña en Tracia, alcanzando los Dardanelos y acamparon en la península de Galípoli en la costa justo al otro lado la ciudad de Lámpsaco en Asia Menor.  Estas acciones trajeron gran preocupación para la corte bizantina, porque si tenían éxito en tomar Lámpsaco y Galípoli, los búlgaros separarían Constantinopla del Mar Egeo.  El patriarca Nicolás el Místico trató de pedir la paz y propuso reunirse con Simeón en Mesembria, pero fue en vano. Al año siguiente los búlgaros marcharon a Katasyrtai cerca de Constantinopla y los bizantinos tomaron represalias con una campaña a la ciudad de Aquae Calidae, cerca de la actual Burgas. El comandante bizantino Potos Argiro envió un destacamento bajo Miguel, hijo de Moroleón, para vigilar los movimientos de los búlgaros. Las tropas de Miguel fueron emboscadas y aunque infligieron bajas significativas en los búlgaros, los bizantinos fueron derrotados y Miguel fue herido y tuvo que huir a Constantinopla, donde murió. Una gran fuerza búlgara fue enviada al sur liderado por el kavján Teodoro Sigritsa. Cruzaron las montañas de Istranca y asolaron la campiña alrededor de Constantinopla, amenazando los palacios de todo el Cuerno de Oro. Los bizantinos convocaron un gran ejército, incluyendo tropas de la guarnición de la ciudad, la guardia imperial y marineros de la armada, al mando de Potos Argiro y el almirante Alejo Mosele. En marzo de 921 las fuerzas opositoras se enfrentaron en la batalla de Pegai y los bizantinos fueron completamente derrotados. Potos Argiro apenas escapó y Alejo Mosele se ahogó al intentar subir a un barco. En 922 los búlgaros capturaron la ciudad de Vizye y quemaron los palacios de la emperatriz Teodora cerca de la capital bizantina. Romano trató de oponerse a ellos mediante el envío de tropas bajo Saktikio. Saktikio atacó el campamento búlgaro mientras la mayoría de los soldados estaban dispersos reuniendo suministros pero cuando se informó a las principales fuerzas búlgaras del ataque, estos enfrentaron y derrotaron a los bizantinos, cuyo comandante murió a causa de sus heridas durante la noche siguiente.

## Intentos de una alianza búlgaro-árabe

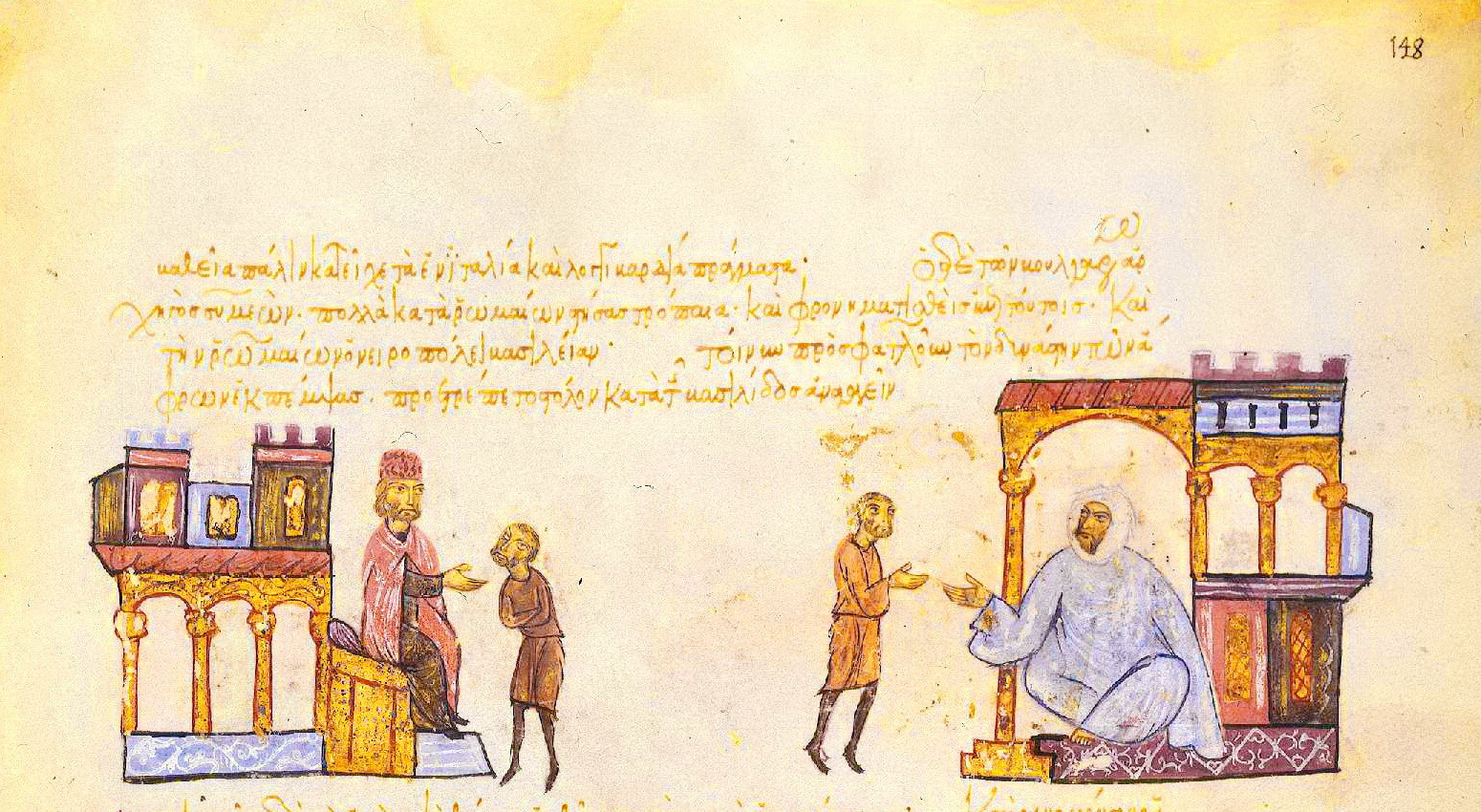
Simeón envía embajadores a los fatimís, Madrid Skylitzes.

Para 922 los búlgaros controlaban casi toda la península de los Balcanes, pero el objetivo principal de Simeón I permanecía fuera de su alcance. El monarca búlgaro era consciente de que necesitaba una armada para conquistar Constantinopla. Simeón decidió dirigirse a Abdullah al-Mahdi Billah, fundador y califa del Califato fatimí. Abdullah gobernaba la mayor parte del norte de África y representaba una amenaza constante para las posesiones bizantinas en el sur de Italia. Aunque ambas partes habían firmado un tratado de paz en 914, desde 918 los fatimíes habían renovado sus ataques a la costa italiana. En 922 los búlgaros enviaron clandestinamente emisarios a través de Zahumlia, el estado de su aliado Miguel, a la capital del califa Mahdia (al-Mahdiyyah) en la costa tunecina.  Simeón sugirió un ataque conjunto sobre Constantinopla con los búlgaros proporcionando un gran ejército de tierra, y los árabes una armada. Se propuso que todo el botín se dividiría por igual, los búlgaros tendrían Constantinopla y los fatimíes ganarían los territorios bizantinos en Sicilia y el sur de Italia.
Abdullah al-Mahdi Billah aceptó la propuesta y envió a sus propios emisarios para concluir el acuerdo. De camino a casa, el barco en el que viajaban fue apresado por los bizantinos cerca de la costa de Calabria, y los emisarios de ambos países fueron enviados a Constantinopla. Cuando Romano se enteró de las negociaciones secretas, los búlgaros fueron encarcelados, mientras que a los emisarios árabes se les permitió regresar a Al-Mahdiyyah con maravillosos regalos para el califa. Los bizantinos luego despacharon a sus propios embajadores al norte de África para superar la oferta de Simeón y finalmente los fatimíes acordaron no ayudar a Bulgaria. Otro intento de Simeón I de aliarse con los árabes fue registrado por el historiador al-Masudi en su libro Prados de Oro y Minas de Gemas: una expedición árabe del Califato abasí bajo Thamal al-Dulafi desembarcó en la costa egea de Tracia y los búlgaros establecieron contacto con ella y enviaron emisarios a Tarso. Sin embargo, este intento de liga tampoco produjo resultados tangibles.

## Últimos años

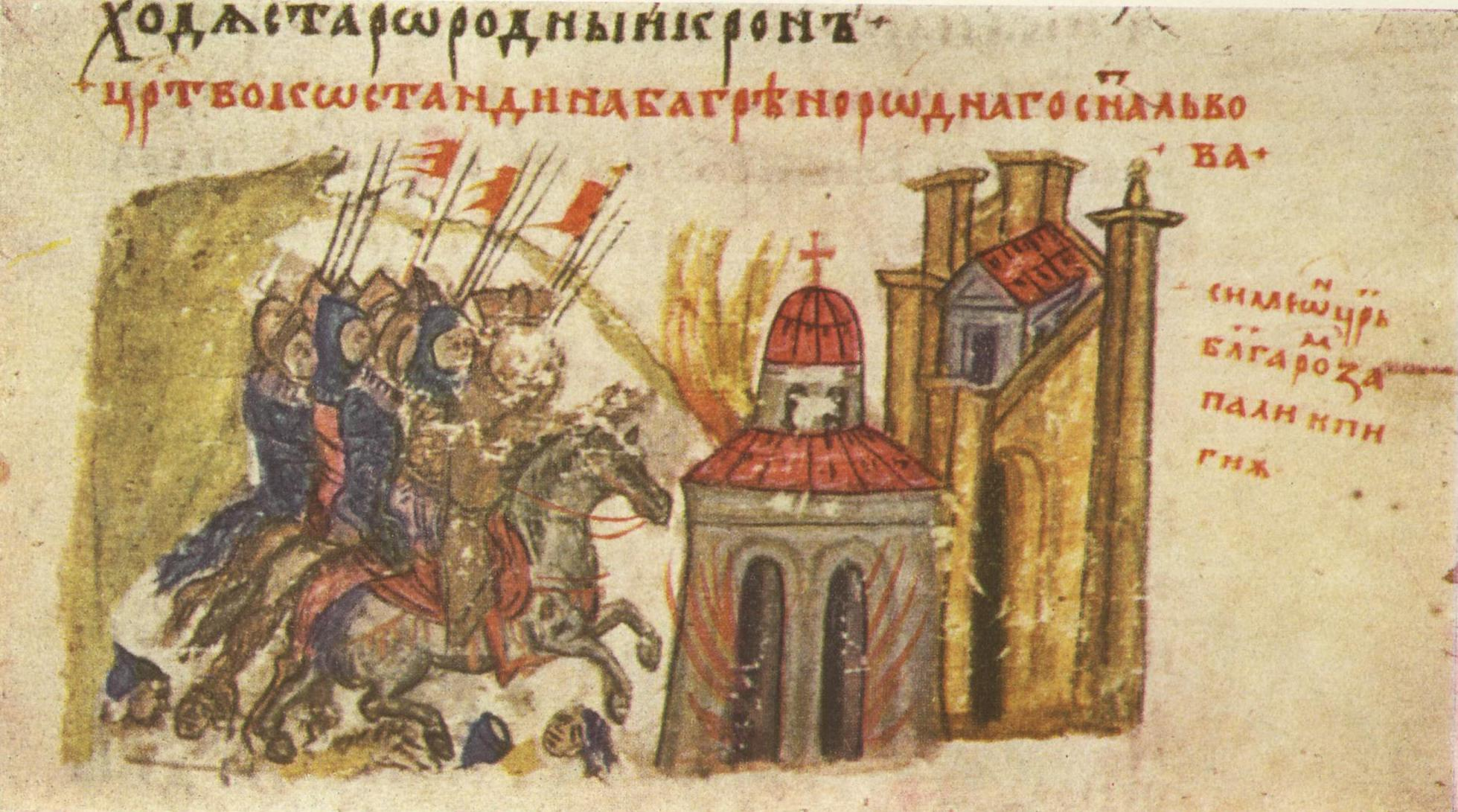
Los búlgaros incendian la iglesia de Santa María de la Primavera, Crónica de Manasés.

Luego del fracaso de asegurar una alianza con los árabes, en septiembre de 923 o 924, Simeón apareció una vez más en la Tracia bizantina. Los búlgaros saquearon los alrededores de Constantinopla, quemaron la iglesia de Santa María de la Primavera y el campamento establecido en las murallas de Constantinopla. Simeón exigió una reunión con Romano con el fin de establecer una tregua temporal para hacer frente a la amenaza serbia. Los bizantinos, deseosos de dejar las hostilidades, estuvieron de acuerdo. Antes de la reunión en el suburbio de Kosmidion, los búlgaros tomaron precauciones e inspeccionados cuidadosamente la plataforma especialmente preparada —ya que todavía recordaban el intento fallido bizantino de asesinar al kan Krum durante las negociaciones en el mismo lugar un siglo antes, en 813—.
Romano llegó primero; Simeón apareció en un caballo rodeado de soldados de élite que gritaban en griego «Gloria a Simeón, el emperador». Según las crónicas bizantinas, después que los dos monarcas se habían besado, Romano exigió que Simeón se detuviera de derramar sangre cristiana en una guerra innecesaria y pronunció un pequeño sermón sobre el gobernante búlgaro que envejecía acerca de cómo podría enfrentar a Dios con toda esa sangre en sus manos. Simeón no tuvo nada que responder. Sin embargo, el historiador Mark Whittow señala que esos relatos no eran más que una ilusión bizantina, compuesta después del evento. El único indicio de lo que realmente sucedió fue una historia alegórica que en el momento en que la reunión finalizó, observaron dos águilas volando alto en el cielo, luego se acercaron e inmediatamente se separaron, uno dirigiéndose hacia el norte de Tracia, el otro volando a Constantinopla. Esto fue visto como un mal presagio que representaba las suertes de los dos gobernantes. El presagio de dos águilas es una implicación retórica que en la reunión Romano reconocía el título imperial de Simeón y su estatus igual al del emperador en Constantinopla. Sin embargo, Romano nunca ratificó el acuerdo mientras vivía Simeón y las contradicciones entre las dos partes quedó sin resolver. En una carta fechada en 925 el emperador bizantino criticó a Simeón para llamarse a sí mismo «emperador de los búlgaros y los romanos» y exigió la devolución de las fortalezas conquistadas en Tracia.
En 926 los búlgaros enviaron un ejército para invadir el Reino de Croacia a fin de asegurar su retaguardia para una nueva ofensiva sobre Constantinopla. Simeón veía en el Estado croata como una amenaza, ya que el rey Tomislav era un aliado bizantino y albergaba a sus enemigos. Los búlgaros entraron en el territorio croata, pero sufrieron una completa derrota a manos de los croatas. Sin embargo, la paz se restableció rápidamente a través de la mediación papal. Dado que Simeón persistió en la preparación de un asalto a la capital bizantina, era evidente que las pérdidas búlgaros no fueron significativas debido a que únicamente una pequeña parte de todo el ejército fue enviado a combatir a los croatas. El monarca búlgaro parecía asegurar que el rey Tomislav habría de honrar la paz. Sin embargo, al igual que Krum, Simeón murió en medio de los preparativos para un ataque a Constantinopla el 27 de mayo de 927.